# J. Howard Marshall
J. Howard Marshall, né le 24 janvier 1905 à Philadelphie (Pennsylvanie) et mort le 4 août 1995 dans le comté de Harris (Texas), est un milliardaire américain. À sa mort, sa fortune est estimée à 1,6 milliard de dollars. Il a passé les 14 derniers mois de sa vie marié avec la stripteaseuse, actrice et chanteuse Anna Nicole Smith, qui avait 62 ans de moins que lui.

## Biographie
Né à Germantown, un quartier de Philadelphie, en Pennsylvanie, et élevé par un quaker, J. Howard Marshall II a fréquenté la George School, un lycée privé de Newtown, en Pennsylvanie, puis a étudié les arts libéraux au Haverford College, deux institutions quaker, obtenant son diplôme en 1926. Pendant qu'il était à George School et Haverford, il éditait les journaux de l'école, dirigeait les équipes de débat, était un joueur de football américain et jouait au tennis de compétition sous la direction du professionnel Bill Tilden. Il est diplômé magna cum laude de la faculté de droit de Yale en 1931. À Yale, il a été rédacteur en chef du Yale Law Journal et a étudié avec le droit et de l'économie pionnier du Walton Hale Hamilton. En 1993, J. Howard Marshall épouse Anna Nicole Smith (1967-2007).